# Sporophila telasco
Sporophila telasco là một loài chim trong họ Thraupidae.